# Salmincola cottidarum
Salmincola cottidarum is een eenoogkreeftjessoort uit de familie van de Lernaeopodidae. De wetenschappelijke naam van de soort is voor het eerst geldig gepubliceerd in 1928 door Messjatzeff.